# 高師本郷町
高師本郷町（たかしほんごうちょう）は、愛知県豊橋市の地名。

## 地理
豊橋市南部に位置する。東は浜道町、西は西高師町、南は西高師町・畑ケ田町、北は三本木町・上野町に接する。

### 河川
- 長池[1]
- 紫雲庵池[1]
- 東上池[1]
- 小屋池[1]
- 庄次郎池[1]

### 字一覧
- 榎（えのき）[WEB 5]
- 太田（おおた）[WEB 5]
- 北浦（きたうら）[WEB 5]
- 北沢（きたざわ）[WEB 5]
- 竹ノ内（たけのうち）[WEB 5]
- 東上（とうじょう）[WEB 5]
- 本郷（ほんごう）[WEB 5]
- 宮前（みやまえ）[WEB 5]
- 山腰（やまごし）[WEB 5]

## 歴史

### 人口の変遷
国勢調査による人口および世帯数の推移。
| 1995年（平成7年）  | 612世帯 2018人 |  |
| 2000年（平成12年） | 688世帯 2057人 |  |
| 2005年（平成17年） | 746世帯 2113人 |  |
| 2010年（平成22年） | 729世帯 1999人 |  |
| 2015年（平成27年） | 751世帯 2049人 |  |

### 沿革
- 1932年（昭和7年） - 渥美郡高師村大字高師の一部により、豊橋市高師本郷町が成立[2]。

## 交通
- 愛知県道東三河環状線[1]

## 施設
- 豊橋市立本郷中学校[1]
- 豊橋市南部農協高師支所[1]
- 臨済宗妙心寺派紫雲寺[1]
- 日吉神社[1]
- 高蘆神明社[1]

### WEB
1. ↑  “愛知県豊橋市の町丁・字一覧”.   人口統計ラボ. 2023年4月13日閲覧。
2. ↑  総務省統計局 (2017年1月27日). “平成27年国勢調査の調査結果(e-Stat) - 男女別人口及び世帯数 －町丁・字等” (CSV). 2021年7月21日閲覧。
3. ↑  “愛知県豊橋市の郵便番号一覧”.   日本郵便. 2023年4月13日閲覧。
4. ↑  “市外局番の一覧” (PDF).   総務省 (2022年3月1日). 2022年3月22日閲覧。
5. 1 2 3 4 5 6 7 8 9  “愛知県豊橋市 住所一覧から地図を検索”.   ONE COMPATH. 2023年8月17日閲覧。
6. ↑  総務省統計局 (2014年3月28日). “平成7年国勢調査の調査結果(e-Stat) - 男女別人口及び世帯数 －町丁・字等” (CSV). 2021年7月20日閲覧。
7. ↑  総務省統計局 (2014年5月30日). “平成12年国勢調査の調査結果(e-Stat) - 男女別人口及び世帯数 －町丁・字等” (CSV). 2021年7月20日閲覧。
8. ↑  総務省統計局 (2014年6月27日). “平成17年国勢調査の調査結果(e-Stat) - 男女別人口及び世帯数 －町丁・字等” (CSV). 2021年7月21日閲覧。
9. ↑  総務省統計局 (2012年1月20日). “平成22年国勢調査の調査結果(e-Stat) - 男女別人口及び世帯数 －町丁・字等” (CSV). 2021年7月21日閲覧。
10. ↑  総務省統計局 (2017年1月27日). “平成27年国勢調査の調査結果(e-Stat) - 男女別人口及び世帯数 －町丁・字等” (CSV). 2021年7月21日閲覧。

### 書籍
1. 1 2 3 4 5 6 7 8 9 10 11 12 13  「角川日本地名大辞典」編纂委員会 1989, p. 1789.
2. ↑  「角川日本地名大辞典」編纂委員会 1989, p. 774.